# Fritiof Santesson
Otto Berendt Numa Fritiof Santesson, född 1 juli 1881 i Abilds församling, Hallands län, död 1947, var en svensk bankman och idrottsledare. 

## Biografi
I sin ungdom ägnade sig Santesson åt många idrottsgrenar, bland annat spjutkastning, diskuskastning, längdhopp och kortdistanslöpning. 
Under 30 år var Santesson tongivande i svensk idrott och en av svensk kanotidrotts främsta ledare. Han tillhörde 1900 stiftarna av Föreningen för Kanot-Idrott. Tillsammans med sina bröder Arvid och Rudolf var han pådrivande i föreningens och kanotsportens utveckling, och var FKI:s ordförande från grundandet till 1914. 
Fritiof Santesson var 1904 tongivande vid grundandet av Svenska Kanotförbundet och var dess ordförande under förbundets första 27 år, 1904-1931. 1924 var Santesson en av initiativtagarna till det första internationella kanotförbundet, Internationella Representantskapet for Kanotidrott (IRK), och deltog tillsammans med Sven Thorell i mötet där IRK bildades. Han var sedan styrelseledamot 1924–1931. Fritiof Santesson var även ledamot av Riksidrottsförbundets överstyrelse 1904-1911.
Han var medarbetare i Nordiskt Idrottsliv, Idrottsbladet och andra idrottspublikationer, ibland under signaturen Numa.
Efter studier vid Göteborgs handelsinstitut 1896–1898 inträdde Santesson i Stockholms Handelsbanks tjänst 1898. Han tjänstgjorde första åren vid bankens avdelningskontor i Stockholm, därefter som svensk korrespondent vid huvudkontoret och föreståndare för svenska korrespondensavdelningen, blev kamrer 1917, direktörsassistent 1932 samt direktör vid och chef för Svenska Handelsbankens kontor på Drottninggatan 5 i Stockholm samma år. Han var kontorschef i Exportkreditnämnden 1942–1943 samt chef för kontroll- och revisionskontoret vid C.G. Hallbergs Guldsmeds AB 1944.